# D60形ディジタル交換機
D60形ディジタル交換機（デーろくまるがたディジタルこうかんき）とは、電電公社と交換機メーカー4社（日本電気・富士通・日立製作所・沖電気）が共同開発した、INSネット (ISDN) 中継用途のデジタル交換機である。

## 概要
1982年（昭和57年）に東京の大手町局でサービスを開始。その後、市外系のディジタル化に向けて中継交換機として急速に普及した。
改D60型が開発され、他社との関門交換機などは、信頼性の面から1990年代後半になっても改D60型を導入した。また、既設設備の装置増設は2000年代に入っても行われた。
2015年、新ノード（NS-8000）へ集約する形で撤去が完了した。

## 通話路スイッチ
通話路スイッチは、16個の時間スイッチと入出力がそれぞれ16本の空間スイッチで1024多重スイッチ網を実現し、ハードウェア規模とフロアスペースが小さくなった。

## ハードウェア
複数の32ビットプロセッサ、交換機独特の付帯装置、および操作者とコミュニケーションするための端末から構成される。
なお、交換機自体は架（が）と呼ばれるラックに収められた各プロセッサや、付帯装置で構成されている。

### プロセッサ
D60は電話交換機に特化した命令セットを持つ独自仕様プロセッサである。時代的にIBMの大型汎用機の影響を強く受けている。1台のD60形交換機は、少なくとも2つのプロセッサを持つ（後述）マルチプロセッサマシンである。通常の運用においては8つないしそれ以上のプロセッサを持つ事が多い。各プロセッサは役割により異なる名称が付けられるが、ハードウェア的にはほとんど同じものであり、走行するソフトウェアの違いにより、異なる機能を発現する。

#### CNP
CNPはConnection Control Processorの略であり、回線交換動作を行うプログラムを格納し実行している。各種電話サービスをソフトウェア的に司るプロセッサであるとも言える。CNPは交換機の処理負荷に応じて、運転中に増設や減設が行えるようになっている。CNPは「コンプ」と呼ばれる事が多い。

#### MCP
1台のD60は、少なくとも2つのプロセッサを持つが、それがMCPである。MCPはMaster Control Processorの略であり、D60自体の起動や、各プロセッサ間の連絡を統御する。通常、この2つのMCPは、うち1つがMCP、もう1つはCNPとして動作している。このCNPはCNPとしての働きの他に、MCPのホットスタンバイとしても働く。また、MCPも、その余力をCNPとしての働きに振り分けている。なお、MCPとCNPのFB構成（後述）は同一であり、ラック上、MCPと定められた位置にマウントする事によって、MCPとして働く。

#### その他のプロセッサ
CNP、MCP以外にも、4～5種類のプロセッサが実装される。

#### 主記憶（メモリ）
各プロセッサは、1ワードあたり32ビットのメモリを16Mワード持つ。すなわち、アドレス空間は24ビットである。ただし、各プロセッサはこの16Mワードを全て自由に使えるわけではなく、ハードウェア的に設定されたある部分のアドレス空間は、各プロセッサが共有して使う空間となっている。これをCM (Common Memory) と呼び、その他の各プロセッサ固有の空間をIM (Individual memory) と呼ぶ。

### 付帯装置
例えば加入者階梯交換機として使われるD60には、トランク（加入者回路）と呼ばれる装置が回線数分、接続されている。

### 端末
通常、1つのD60には、2セットの端末と、1つのコンソール（CPUの起動・停止やメモリ書き換えなどが出来る、デバッガ機能を持つハードウェア）が接続される。初期型のD60においては、端末はプリンタ、キーボード、紙テープリーダから構成されていたが、後期型ではプリンタ、CRTディスプレイ、キーボード、FDDから構成されていた。
現在では専用の端末が確保できないため、一般のパーソナルコンピュータへ更改されている。

## ソフトウェア

### FB（機能ブロック）
NTTが内部規格として策定したD100B規格の大きな特色として、FB分割と呼ばれるソフトウェア開発手法があり、D60もそれに従っていた。FBとはFunction Blockの略であり、機能ブロックとも称される。1つのFBは、ある程度まとまった1つの機能を持つように分割設計される。このFB分割の手法は、D100B規格を脱した21世紀においても続けられ、たとえばFOMA用のNTT DoCoMo交換機のソフトウェア開発は、今もFB分割により進められている。FBは機能単位であるとともに開発単位でもあり、NTTの協力会社（日本電気、富士通など）複数社が分担して開発を受け持っている。交換機の世代により、あるFBの開発社が他社に移る事もあるが、EXC（後述）などの重要なFBについては、開発社を固定している。
FBの規模はFB毎にかなり異なり、小さなものでは1000行ほどしかないが、大きなものでは10万行に達するものもある。1台のD60交換機におけるFB数はおよそ100～200個程度である（交換機の世代が進むと、機能追加のためにFBが増える傾向があった）。
あるプロセッサに実装されるFBの構成は、プロセッサの機能毎に異なる。また、交換機が中継系か、加入者階梯系か、といった交換機機能によりプロセッサの実装は異なるため、当然、FBの実装構成も異なることになる。

### OS
交換機としての運用にあたり、OSにあたるレイヤのソフトウェアは無いが、EXCというFBがOSに近い役割（メモリ割り当て、割り込み制御など）を担っている。ちなみにEXCの開発社は日本電気に固定されていた。

### 開発

#### 言語
ほとんどの箇所においてCHILLが用いられたが、箇所によってはアセンブリ言語が用いられた。また、バグフィックスのためのプログラム（パッチと呼ばれる）は、その多くがアセンブリ言語により開発されていた。CHILLはCCITT（当時）が策定したシンプルな仕様の交換機用プログラミング言語で、一見PL/Iを簡略化したような言語である。

#### 環境
分割開発であるため、各FBのソースプログラムは、各社毎に独自の環境で書いていた。ただし、コンパイルおよびリンクは、DEMOS-E上にソースを転送し、DIPSのCHILLコンパイラ・リンカで行うという形を取っていた。

## 歴史
- 1982年（昭和57年）商用第1号機サービス開始（東京 大手町局）
- 2015年（平成27年）撤去完了
- 2016年（平成28年）重要科学技術史資料に登録される[1][2]。